# David Pujadas
David Pujadas (Barcelona, 2 de desembre de 1964) és un presentador francès d'informatius de televisió.
Tot i que el seu pare és català i ell mateix va néixer a Barcelona, va estudiar economia a Ais de Provença i posteriorment, el 1988, ciències polítiques a París. Va fer un curs de periodisme i el 1989 ja havia guanyat un concurs de reporters de TF1, que el va contractar com a corresponsal. El 1994 va començar a presentar flaixos informatius, més tard, el 1996, va tenir una secció pròpia al popular programa le Grand Journal de Canal + i, des de 2002, presenta els informatius del vespre, o de les 20h (20 Heures), a la cadena estatal France 2.
En paral·lel, des de 2006 presenta a France 5 el programa Madame, Monsieur, bonsoir i ha fet algunes petites aparicions en altres programes, com per exemple com a co-presentador del Tour de França de 2009 al pas per Catalunya, on va comentar anècdotes dels seus estius passats allà i va donar uns apunts sobre la cultura, la llengua i la gastronomia del país. D'altra banda, ha escrit els llibres de caràcter politicoperiodístic La Tentation du Jihad i Vous subissez des pressions?.